# Bahnhof Iwamizawa
Der Bahnhof Iwamizawa (jap. 岩見沢駅, Iwamizawa-eki) ist ein Bahnhof auf der japanischen Insel Hokkaidō. Er befindet sich in der Unterpräfektur Sorachi auf dem Gebiet der Stadt Iwamizawa. Der im Jahr 2007 errichtete Neubau des Bahnhofs gilt als architektonische Meisterleistung und wurde mit zahlreichen Preisen ausgezeichnet, darunter dem Brunel Award.

## Verbindungen
Iwamizawa ist ein Trennungsbahnhof an der Hakodate-Hauptlinie zwischen Sapporo und Asahikawa, der bedeutendsten Bahnstrecke Hokkaidōs. Von dieser zweigt die Muroran-Hauptlinie in Richtung Muroran und Oshamambe ab. Beide Linien werden von der Gesellschaft JR Hokkaido betrieben.
Im Fernverkehr auf der Hakodate-Hauptlinie stellt der im 30- oder 60-Minuten-Takt verkehrende Schnellzug Super Kamui die rascheste Verbindung mit Sapporo und Asahikawa her. Ergänzt wird dieses Angebot durch die Schnellzüge Super Sōya und Sarobetsu von Sapporo nach Wakkanai sowie den Schnellzug Ochotsk von Sapporo nach Abashiri. Hinzu kommt an bestimmten Tagen im Sommer der „Lavendel-Express“ von Sapporo nach Furano.
Aufgrund seiner Lage am Rande der Agglomeration Sapporo spielt der Bahnhof Iwamizawa eine bedeutende Rolle im Regionalverkehr. Durchschnittlich alle 15 bis 30 Minuten verkehrt ein Regionalzug auf der Hakodate-Hauptlinie nach Sapporo. Außerdem verkehren Eilzüge mit der Bezeichnung Ishikari Liner über Sapporo hinaus nach Teine und Otaru. Regionalzüge in Richtung Takikawa verkehren in der Regel stündlich. Auf der Muroran-Hauptlinie werden täglich sieben Regionalzüge nach Tomakomai angeboten.
Neben dem Bahnhof befindet sich ein Busterminal, der von verschiedenen Stadt-, Regional- und Fernbuslinien der Gesellschaft Hokkaidō Chūō Bus bedient wird.

## Anlage

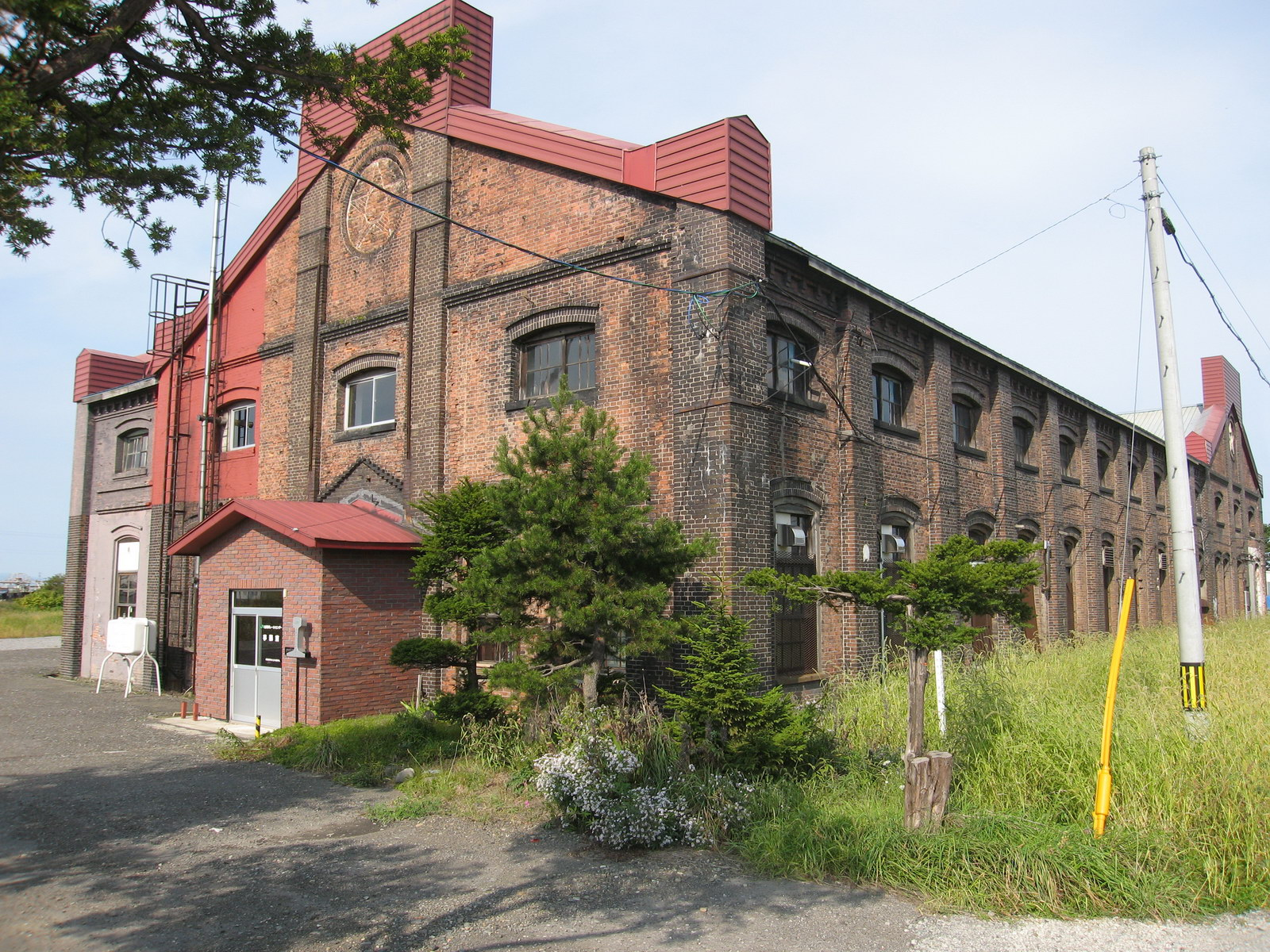
Hauptgebäude des Bahnbetriebswerks

Der Bahnhof am Rande des Stadtzentrums ist von Südwesten nach Nordosten ausgerichtet. Er besitzt zwölf Gleise, von denen fünf dem Personenverkehr dienen. Sie liegen am Hausbahnsteig und an zwei Mittelbahnsteigen. Eine gedeckte Überführung verbindet die Mittelbahnsteige mit dem Empfangsgebäude an der Südostseite der Anlage, eine weitere Überführung stellt die Verbindung zwischen dem südlichen und nördlichen Bahnhofsvorplatz her. Nördlich an den Bahnhof grenzt ein ausgedehntes Bahnbetriebswerk, dessen Hauptgebäude aus dem Jahr 1899 zu den Japanischen Eisenbahndenkmälern gehört.
Das heutige Empfangsgebäude aus dem Jahr 2007 ersetzte den sieben Jahre zuvor abgebrannten hölzernen Vorgängerbau von 1933. JR Hokkaido führte 2005 als erste japanische Bahngesellschaft überhaupt einen offenen Architekturwettbewerb durch, woraufhin 376 Entwürfe eingereicht wurden. Den Zuschlag erhielt der Entwurf von Hiroshi Nishimura. Der Neubau wurde mit über einem Dutzend Architekturpreisen ausgezeichnet. Dazu gehören unter anderem die höchste Auszeichnungsstufe (Grand Award) des von der japanischen Förderorganisation für Industriedesign vergebenen Good Design Award, der Brunel Award für herausragende Bahnhofbauten und der „Preis für hervorragende Architektur“ des Japanischen Instituts der Architekten. Der markante dreigeschossige Neubau mit einer Länge von 45 m und einer Höhe von 12 m wurde überwiegend aus dunkelroten Mauerziegeln errichtet. Die Ziegel im Innern sind zum Teil zu kunstvollen Mustern zusammengesetzt, während die Vorhangfassade der Hauptfront aus wiederverwerteten Schienen besteht.
Auf dem Bahnsteig 3/4 steht eine Holzskulptur des Bildhauers Tsukasa Nakagawa. Es stellt ein Zugpferd mit Schlitten dar und wurde 1980 dort aufgestellt, um für die für Hokkaidō typischen Ban'ei-Pferderennen auf der nahen (inzwischen geschlossenen) Rennbahn zu werben.

## Gleise

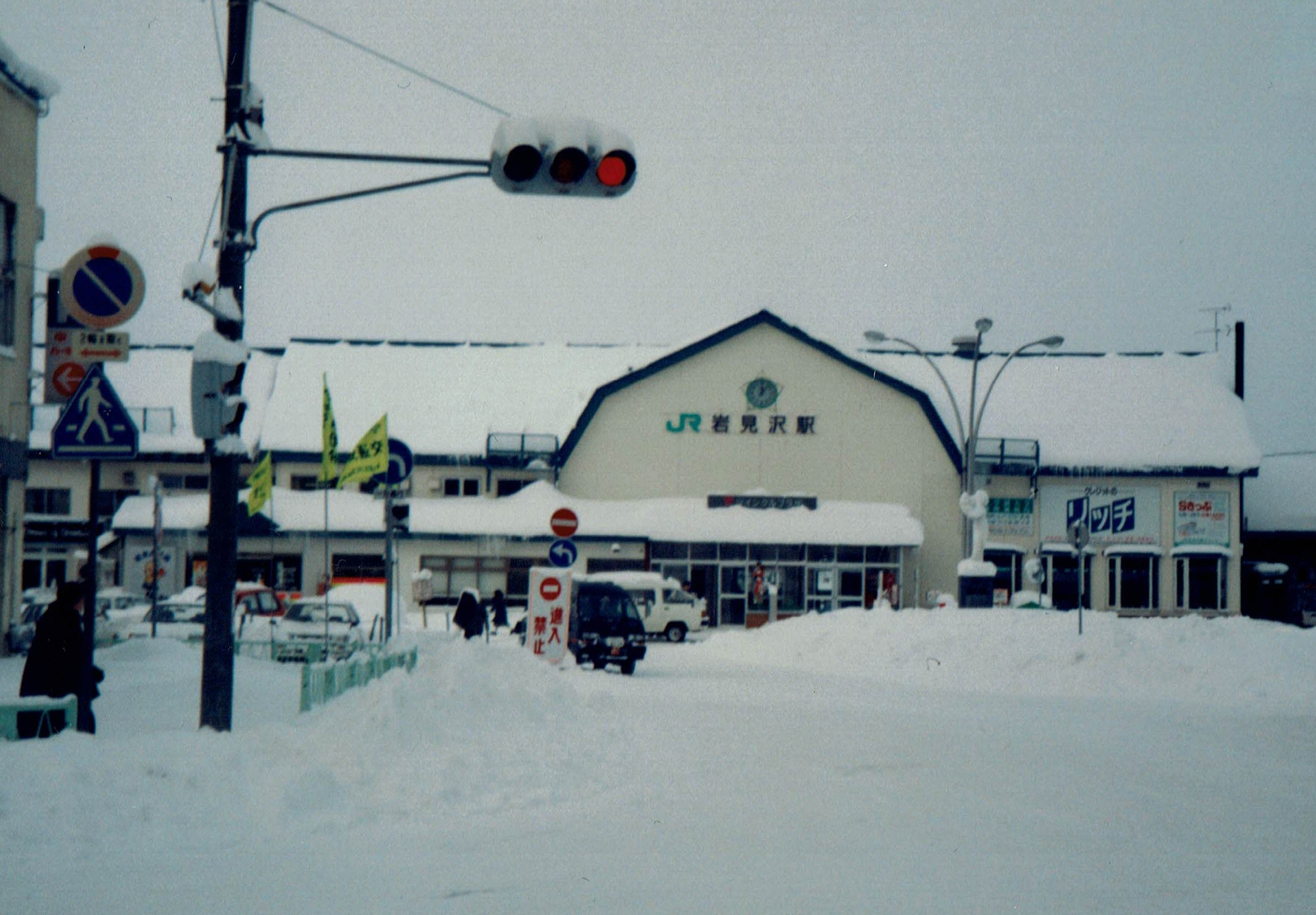
Altes Bahnhofsgebäude im Januar 1994

| 1 | ▉ Hakodate-Hauptlinie | Sapporo • Otaru                                     |
| 1 | ▉ Muroran-Hauptlinie  | Oiwake • Tomakomai                                  |
| 3 | ▉ Hakodate-Hauptlinie | Sapporo • Otaru                                     |
| 3 | ▉ Muroran-Hauptlinie  | Takikawa • Asahikawa                                |
| 3 | ▉ Muroran-Hauptlinie  | Oiwake • Tomakomai                                  |
| 4 | ▉ Hakodate-Hauptlinie | Sapporo (v. a. Schnellzüge)                         |
| 6 | ▉ Hakodate-Hauptlinie | Asahikawa • Wakkanai • Abashiri (v. a. Schnellzüge) |
| 7 | ▉ Hakodate-Hauptlinie | Sapporo • Otaru                                     |
| 7 | ▉ Hakodate-Hauptlinie | Takikawa • Asahikawa                                |

## Bilder

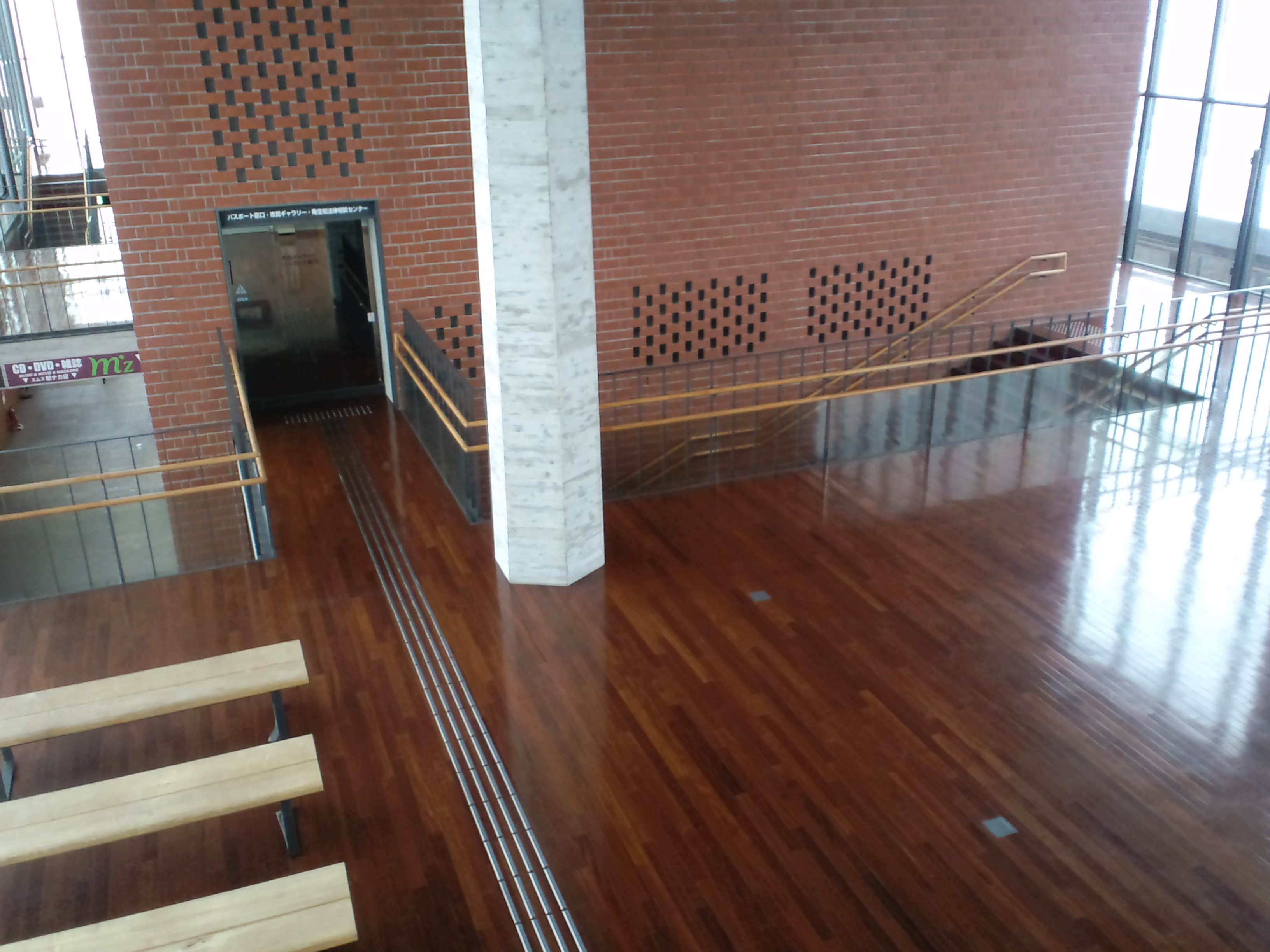
Bahnhofshalle
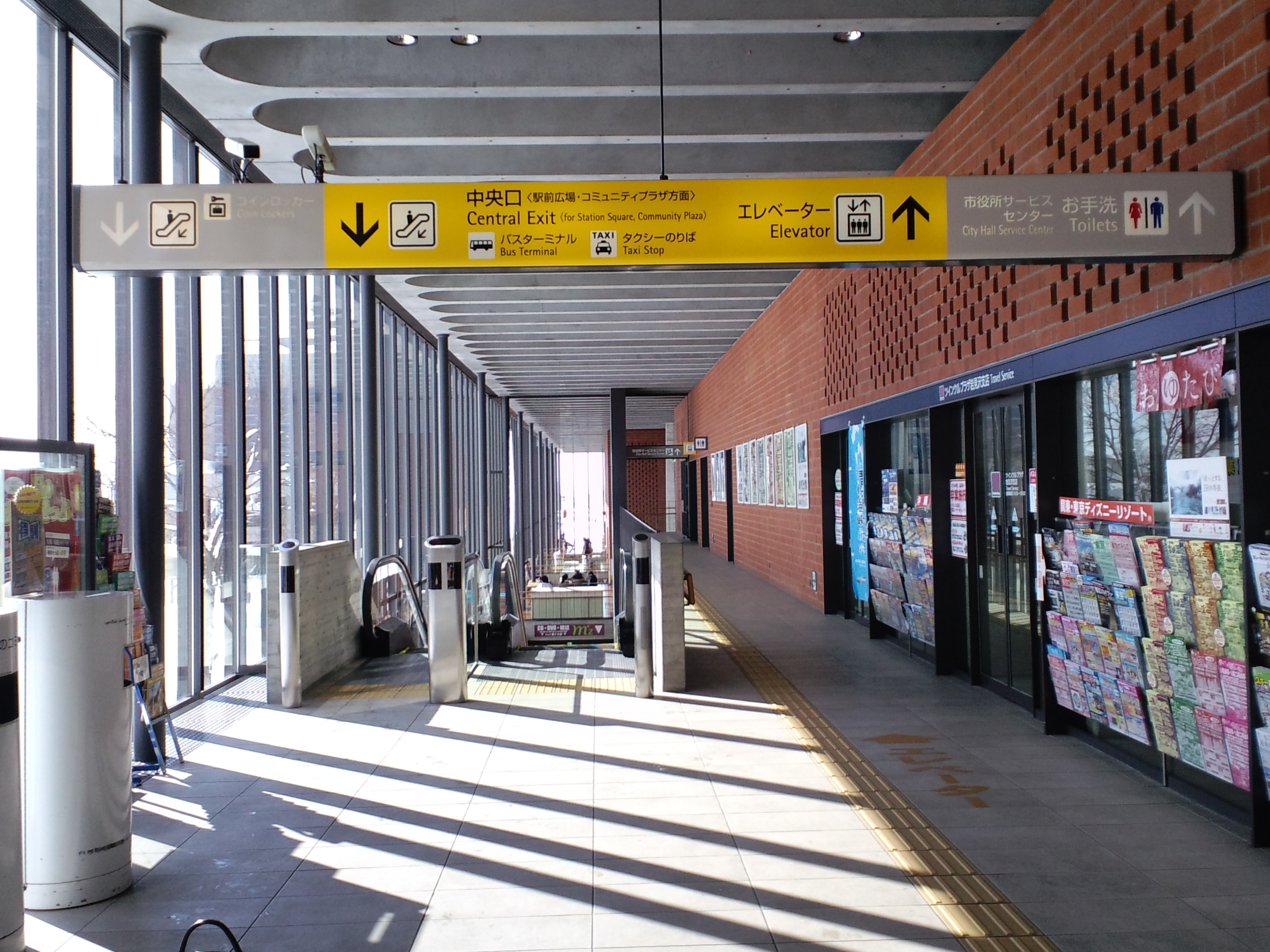
Korridor mit Reisezentrum
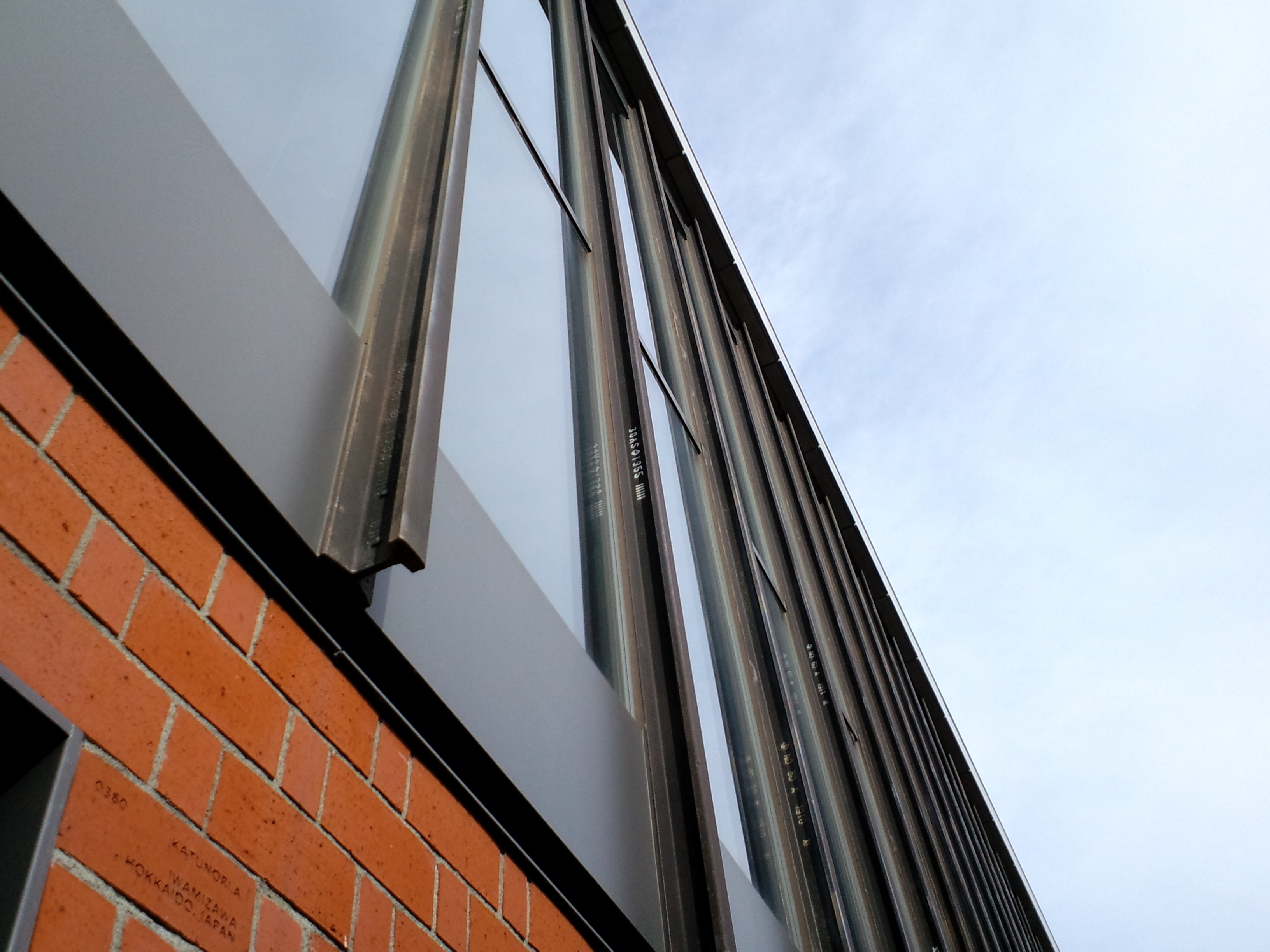
Schienen an der Vorhangfassade
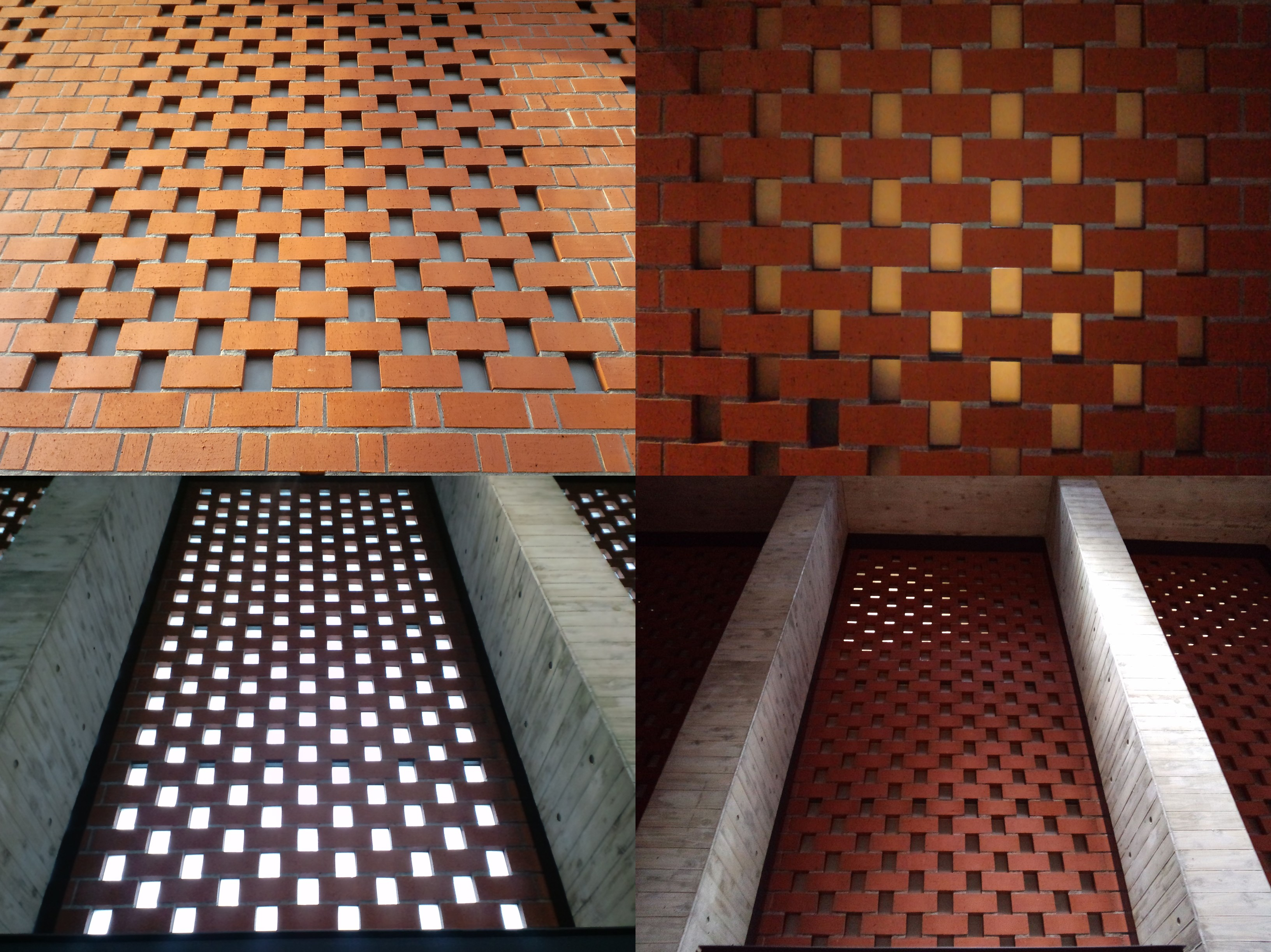
Verschiedene Mauerwerk-Muster
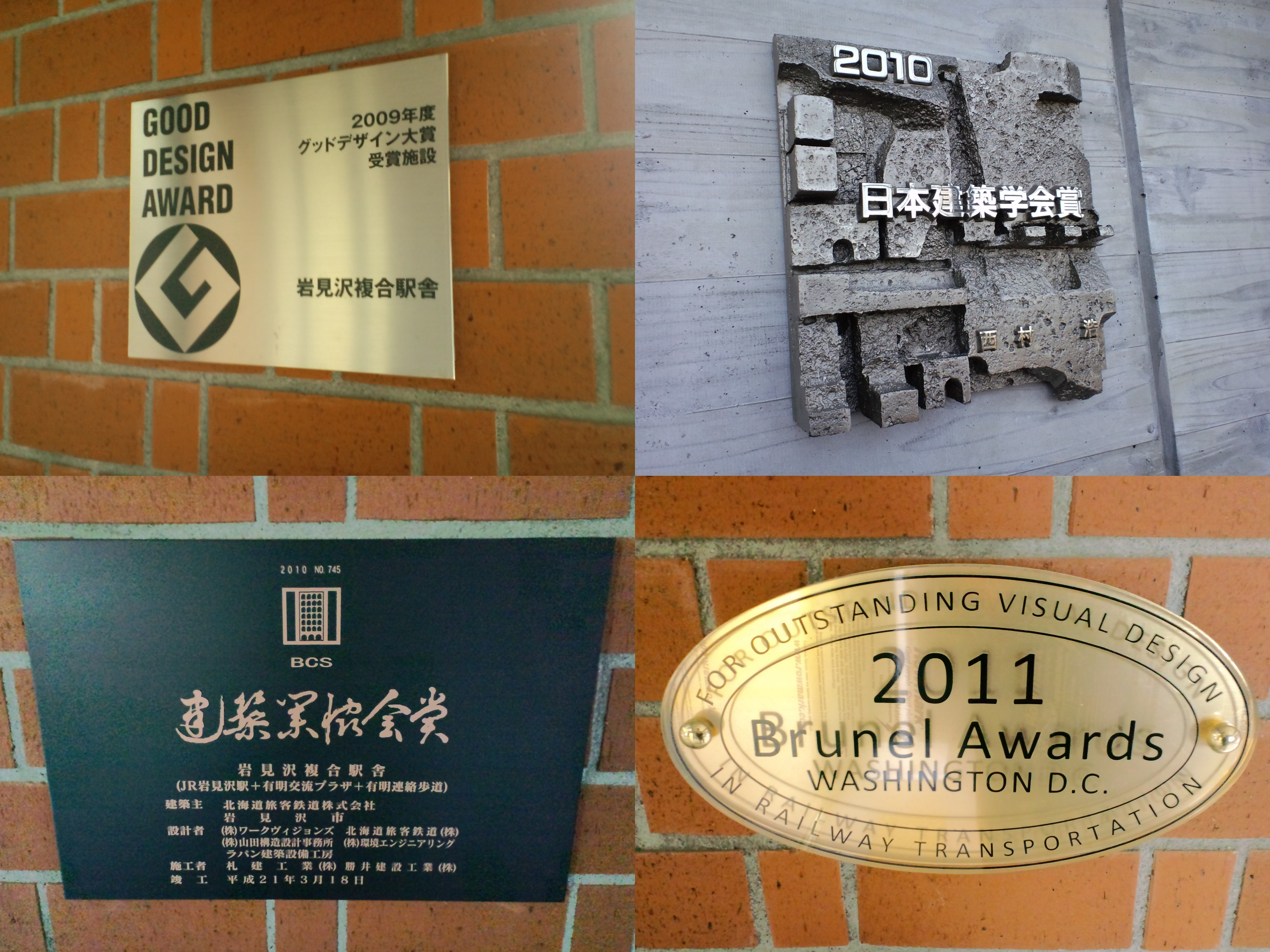
Auszeichnungsplaketten für Architekturpreise
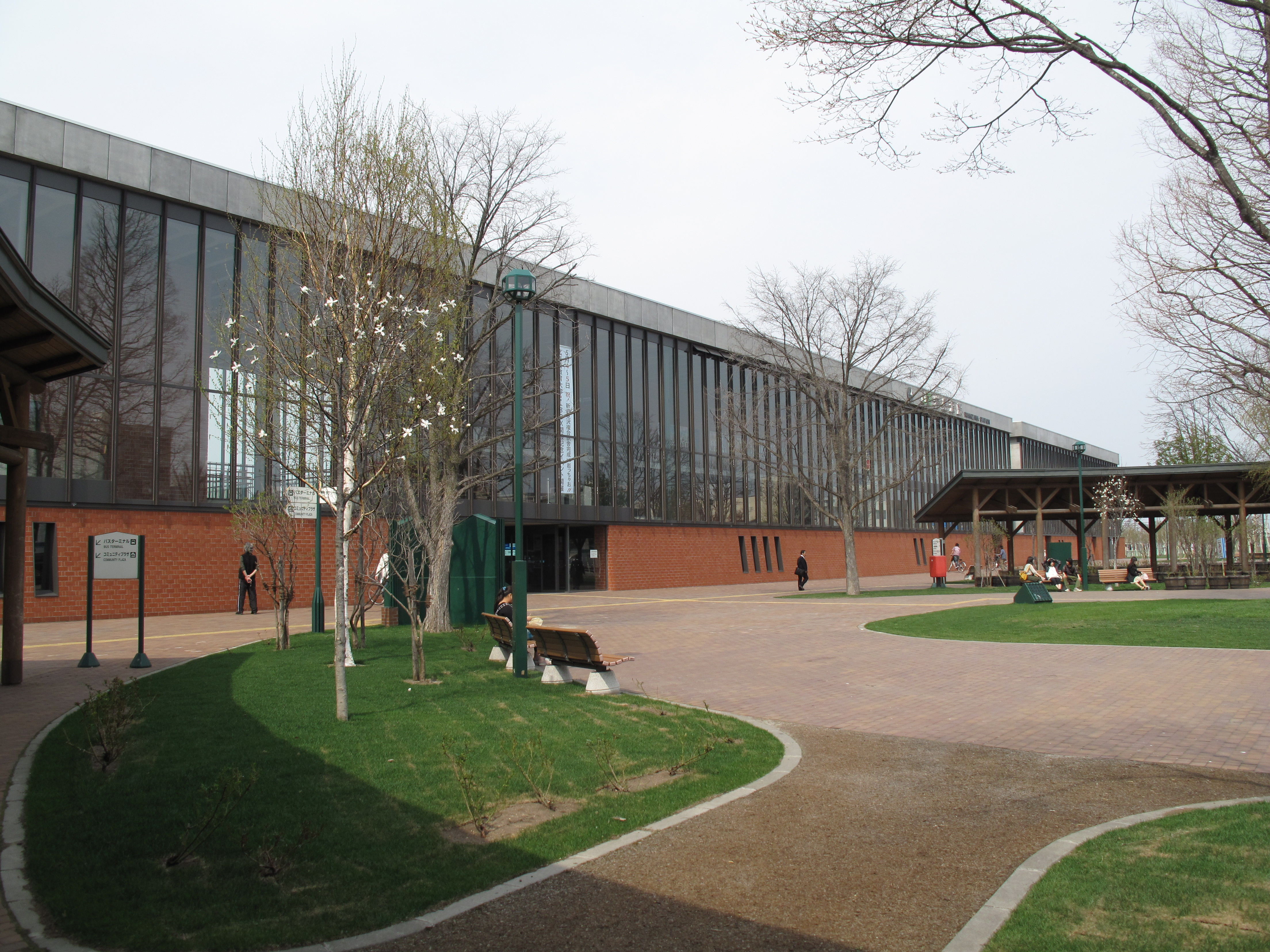
Südlicher Bahnhofsvorplatz
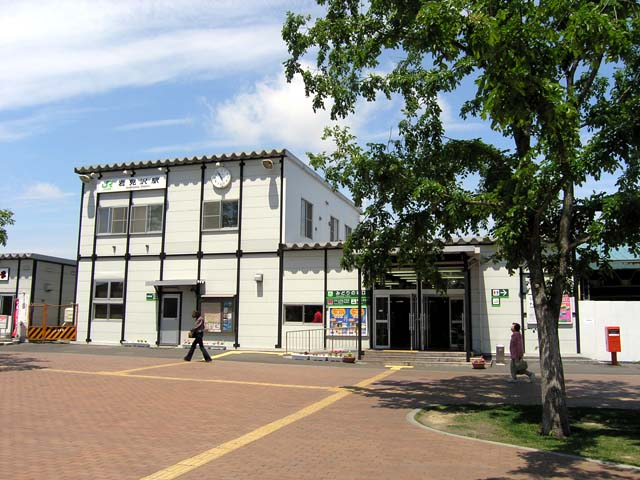
Provisorisches Bahnhofsgebäude nach dem Brand (Juni 2004)

## Linien
| Verlauf der Hakodate-Hauptlinie |
| --- |
| Hakodate • Goryōkaku • Kikyō • Ōnakayama • Nanae • Shin-Hakodate-Hokuto • Niyama • Ōnuma • Ōnumakōen • Akaigawa • Komagatake • Mori • Katsuragawa • Ishiya • Hon-Ishikura • Ishikura • Otoshibe • Nodaoi • Yamakoshi • Yakumo • Washinosu • Yamasaki • Kuroiwa • Kita-Toyotsu • Kunnui • Oshamambe • Futamata • Warabitai • Kuromatsunai • Neppu • Mena • Rankoshi • Konbu • Niseko • Hirafu • Kutchan • Kozawa • Ginzan • Shikaribetsu • Niki • Yoichi • Ranshima • Shioya • Otaru • Minami-Otaru • Otaru-Chikkō • Asari • Zenibako • Hoshimi • Hoshioki • Inaho • Teine • Inazumikōen • Hassamu • Hassamuchūō • Kotoni • Sōen • Sapporo • Naebo • Shiroishi • Atsubetsu • Shinrinkōen • Ōasa • Nopporo • Takasago • Ebetsu • Toyohoro • Horomui • Kami-Horomui • Iwamizawa • Minenobu • Kōshunai • Bibai • Chashinai • Naie • Toyonuma • Sunagawa • Takikawa • Ebeotsu • Moseushi • Fukagawa • Osamunai • Chikabumi • Asahikawa Sawara-Zweigstrecke: Ōnuma • Chōshiguchi • Shikabe • Oshima-Numajiri • Oshima-Sawara • Kakarima • Oshironai • Higashi-Mori • Mori |

| Verlauf der Muroran-Hauptlinie |
| --- |
| Oshamambe • Shizukari • Koboro • Rebun • Ōkishi • Toyoura • Tōya • Usu • Nagawa • Datemombetsu • Kita-Funaoka • Mareppu • Kogane • Sakimori • Moto-Wanishi • Higashi-Muroran • Washibetsu • Horobetsu • Tomiura • Noboribetsu • Kojōhama • Takeura • Kita-Yoshihara • Hagino • Shiraoi • Shadai • Nishikioka • Itoi • Aoba • Tomakomai • Numanohata • Toasa • Hayakita • Abira • Oiwake • Mikawa • Furusan • Yuni • Kuriyama • Kurioka • Kurisawa • Shibun • Iwamizawa Muroran-Zweigstrecke: Higashi-Muroran • Wanishi • Misaki • Bokoi • Muroran |

## Geschichte

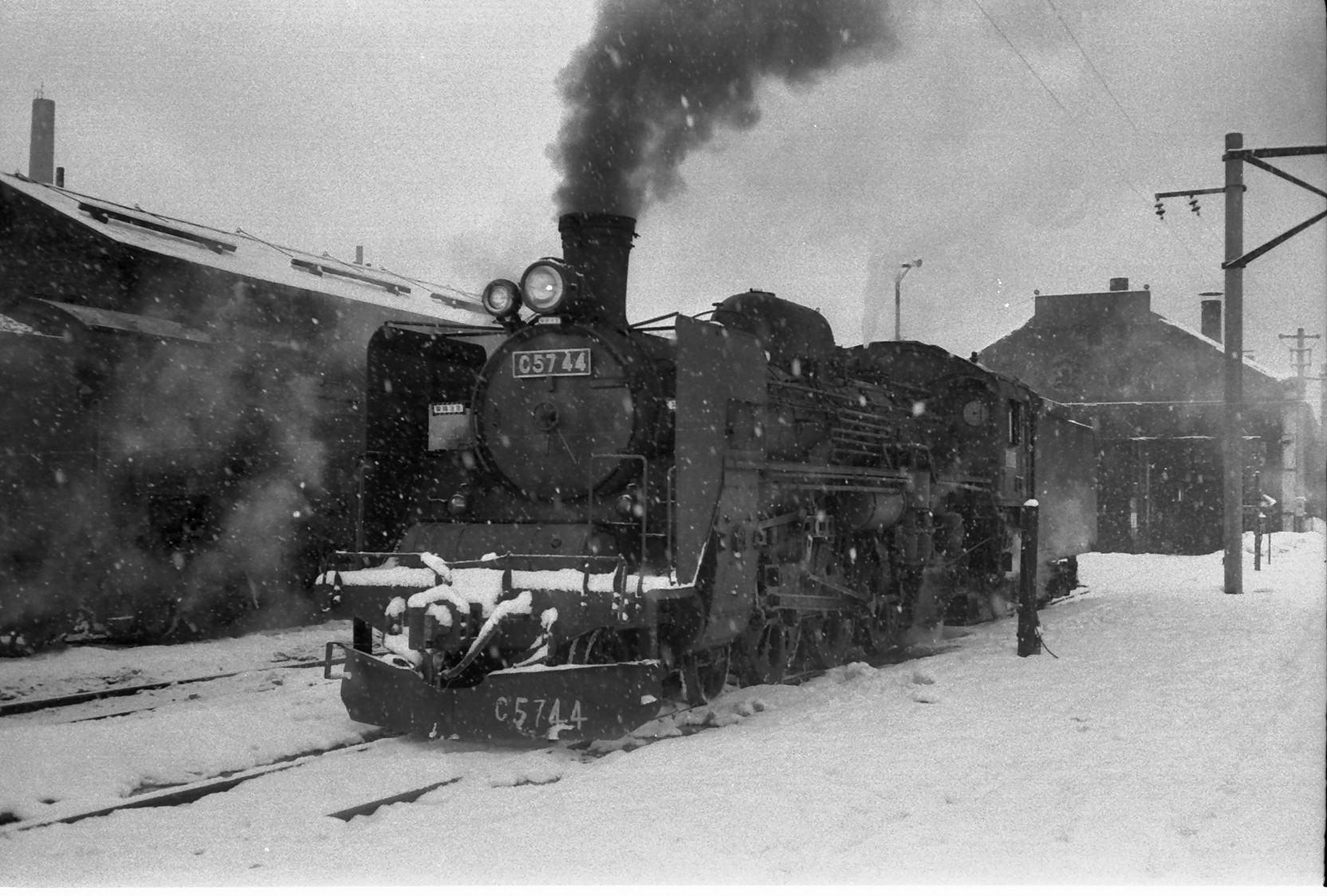
Dampflok C57 44 im Bahnbetriebswerk (1974)

Die staatliche Bahngesellschaft Horonai Tetsudō eröffnete am 13. November 1882 ein Teilstück der Hakodate-Hauptlinie, das von Sapporo nach Iwamizawa führte. Daran schloss sich die am selben Tag eröffnete Horonai-Linie nach Ikushumbetsu an, womit nun eine durchgehende Bahnverbindung vom Hafen von Otaru bis ins Zentrum des im Aufbau befindlichen Ishikari-Kohlereviers bestand. Die Erschließung der Steinkohlevorkommen hatte Vorrang, sodass zu Beginn keine Fahrgäste befördert wurden. Dies änderte sich am 15. August 1884 mit der Einrichtung einer Bedarfshaltestelle in Iwamizawa. Das erste Bahnhofsgebäude entstand im November 1885. Im Jahr 1889 ging die Horonai Tetsudō an die private Bergbau- und Bahngesellschaft Hokkaidō Tankō Tetsudō über; die neue Besitzerin verlängerte die Strecke am 5. Juli 1891 bis zur Sorachi-Brücke bei Takikawa. Am 1. August 1892 nahm sie den ersten Abschnitt der Muroran-Hauptlinie von Iwamizawa nach Muroran in Betrieb.
Ab 1898 war Iwamizawa Standort eines Bahnbetriebswerks. Die Hokkaidō Tankō Tetsudō verlegte ihren Hauptsitz von Sapporo hierhin, doch bereits am 1. Oktober 1906 wurde sie verstaatlicht. Von 1914 bis 1985 war Iwamizawa Ausgangspunkt aller Züge, die auf der im benachbarten Bahnhof Shibun abzweigenden Manji-Linie verkehrten. Das Eisenbahnministerium baute die Hakodate-Hauptlinie etappenweise auf Doppelspur aus: 1909 zwischen Ebetsu und Iwamizawa, 1923 zwischen Iwamizawa und der temporären Ausweiche Higashioka. Am 28. August 1968 elektrifizierte die Japanische Staatsbahn (JNR) das Teilstück Otaru–Sapporo–Iwamizawa–Takikawa. Auf der Muroran-Hauptlinie verkehrte am 14. Dezember 1975 der letzte dampfbetriebene Reisezug Japans von Iwamizawa nach Muroran. Im Rahmen der Staatsbahnprivatisierung ging der Bahnhof am 1. April 1987 in den Besitz von JR Hokkaido über. Diese legte etwas mehr als drei Monate später, am 13. Juli 1987, die Horonai-Linie still.
Aufgrund eines Gaslecks brannte das Bahnhofsgebäude am 10. Dezember 2000 vollständig nieder. Daraufhin errichtete JR Hokkaido innerhalb von 24 Tagen ein temporäres Ersatzgebäude aus vorgefertigten Teilen. Die Planungsphase für einen Neubau zog sich fast fünf Jahre hin, da die Stadtbehörden diese Gelegenheit dazu nutzen wollten, das Bahnhofsviertel vollständig neu zu gestalten. Das Ergebnis des Architektenwettbewerbs wurde am 5. März 2005 bekanntgegeben, das neue Bahnhofsgebäude am 23. Juni 2007 provisorisch eröffnet. Abgeschlossen war das Projekt am 30. März 2009.